# Black Sails at Midnight
Black Sails at Midnight je hudební album skupiny Alestorm. Vydáno bylo v roce 2009.

## Seznam skladeb
1. The Quest - 4.56
2. Leviathan - 5.56
3. That Famous Ol' Spiced - 4.45
4. Keelhauled - 3.42
5. To The End Of Our Days - 6.22
6. Black Sails At Midnight - 3.31
7. No Quarter - 3.02
8. Pirate Song - 4.02
9. Chronicles Of Vengeance - 6.24
10. Wolves Of The Sea - 3.33
11. Weiber Und Wein (Bonus Track) - 3.41
12. Heavy Metal Pirates (Bonus Track) - 4.24